# Bia (inteligência artificial)
Bradesco Inteligência Artificial (Bia) é um chatbot movido a inteligência artificial do Bradesco. Seu desenvolvimento iniciou-se em 2014 a partir do Watson, da IBM.

## Histórico
O desenvolvimento de Bia começou em 2014, quando o Bradesco treinou o Watson, da IBM, para falar português. Em 2016, a Bia foi estreada com o intuito de auxiliar seus funcionários com tarefas do dia a dia. A inteligência artificial tornou-se melhor através de seus feedbacks e  em 2017 passou a ser disponibilizada para clientes. Em 2023, ela era usada por 20 milhões de clientes, somando mais de 2 bilhões de interações.

## Funcionalidades
Bia pode ser usada através do aplicativo do Bradesco ou pelo WhatsApp e funciona como um chatbot que tira dúvidas de clientes. Com o passar do tempo, ela foi agregando funções, como auxiliar em transferências bancárias. Em abril de 2022, a Bia passou a confirmar transações de cartão de crédito. em agosto de 2023, passou a confirmar transações por PIX.

### Assédio
O Bradesco aderiu o movimento Hey, Update My Voice, da UNESCO, e em 5 de abril de 2021 foi anunciado que Bia havia sido treinada para dar uma resposta contundente ao assédio. De acordo com o banco, até a modificação, Bia havia recebido 95 mil xingamentos, agressões verbais e propostas sexuais.

## Golpes
No chamado golpe da Bia, os criminosos imitam a Bia ao entrar em contato e informar que houve uma transação suspeita na conta bancária, pedindo então que a vítima ligue para determinado telefone ou digite um número e passe alguns dados para bloqueá-la.